# Lysimachia fistulosa
Lysimachia fistulosa là một loài thực vật có hoa trong họ Anh thảo. Loài này được Hand.-Mazz. mô tả khoa học đầu tiên năm 1928.